# Nafría de Ucero
Nafría de Ucero é um município da Espanha na província de Sória, comunidade autónoma de Castela e Leão, de área 36,56 km² com população de 75 habitantes (2006) e densidade populacional de 2,20 hab/km².

## Demografia
| Variação demográfica do município entre 1991 e 2004 | Variação demográfica do município entre 1991 e 2004 | Variação demográfica do município entre 1991 e 2004 | Variação demográfica do município entre 1991 e 2004 |
| --------------------------------------------------- | --------------------------------------------------- | --------------------------------------------------- | --------------------------------------------------- |
| 1991                                                | 1996                                                | 2001                                                | 2004                                                |
| 111                                                 | 92                                                  | 80                                                  | 80                                                  |